# Tephrosia conzattii
Tephrosia conzattii är en ärtväxtart som först beskrevs av Per Axel Rydberg, och fick sitt nu gällande namn av Paul Carpenter Standley. Tephrosia conzattii ingår i släktet Tephrosia och familjen ärtväxter. Inga underarter finns listade i Catalogue of Life.